# Serik
Serik ist eine Kreisstadt in der türkischen Provinz Antalya. Sie liegt etwa 35 km östlich von Antalya und hatte laut einer Volkszählung im Jahr 2015 120.111 Einwohner. Seit einer Gebietsreform 2012 ist die Stadt einwohner- und flächenmäßig identisch mit dem Landkreis.